# Othon Henry Leonardos, Senior
Othon Henry Leonardos, Senior ou I (Niteroi, RJ, 1899 – Rio de Janeiro, RJ, 1977) foi um engenheiro e geólogo brasileiro.
Graduou-se pela antiga Escola Politécnica do Rio de Janeiro, mas que dedicou toda sua vida profissional a várias das especialidade das geociências como: geologia regional, paleontologia, geologia do Brasil. Gradualmente se specializou mais no ensino e a escrever sobre a geologia dos depósitos minerais do Brasil. Foi prolífico escritor e um dos grandes divulgadores da geologia para o público.

## Carreira
Foi  geólogo do Departamento Nacional da Produção Mineral (até 1925) fazendo várias expedições geológicas pelo Brasil, inclusive uma a canoa ao longo do rio Xingú, que foi documentada fotograficamente.  Foi autor de numerosos  trabalhos, dentre eles sobre minério de ferro, carbonatitos, chumbo e prata do Brasil, garimpos do Triângulo Mineiro, calcário no Estado do Rio e Goiás, ouro no Espírito Santo, e vários outros minerais. Foi autor do livro "Geologia do Brasil" em parceria com Avelino Inácio de Oliveira, obra que integra o acervo de várias bibliotecas do mundo. Foi, ainda, criador e editor da extinta revista Engenharia Mineração e Metalurgia que perdurou por cerca de duas décadas.
Participou da criação dos Cursos de Geologia no Brasil, os quais se originaram a partir de uma reunião no Rio de Janeiro em 1956. Lá estava ele com os  professores Avelino Ignácio de Oliveira, Silvio Froes de Abreu, Irajá Damiani Pinto e o géologo John Van Dorr II, este um dos principais incentivadores da criação dos cursos, além do Professor Jurandir Lodi e Frederico Rangel. O Professor Lodi era Diretor de Ensino Superior do Ministério da Educação e Cultura (MEC). Naquela ocasião, o grupo estudou a possibilidade da criação de cinco cursos de Geologia, isto é, no Rio de Janeiro, São Paulo, Porto Alegre, Ouro Preto e Recife. A concepção  foi apresentada e detalhada ao Professor Clovis Salgado, então Ministro do MEC. O pré-projeto foi levado ao Presidente Juscelino Kubitschek de Oliveira. Logo percebeu o Presidente, que a formação de geólogos, era imperativa para atender à necessidade do conhecimento do subsolo do Brasil visando cumprir as suas metas de industrialização. O  pré-projeto obteve sua aprovação imediata e JK criou a Campanha de Formação de Geólogos (CAGE), tendo como secretário executivo o Prof. Dr. Jurandir Lodi.
Com o esforço  dos citados membros conselheiros, à capacidade e experiência dos coordenadores dos vários Cursos de Geologia, como os professores Moacir Lisboa, Irajá Damiani Pinto, Viktor Leinz, inclusive do Professor Leonardos, formaram-se os primeiros geólogos brasileiros.
O Professor Leonardos foi  fundador e diretor da Escola Nacional de Geologia in Rio de Janeiro de 1958 a 1963. O seu livro Geologia do Brasil (que teve três edições), em parceria com Avelino Ignácio de Oliveira, vêm sido ainda usado nos cursos de geologia como obra de referência básica.

## Participação em instituições e sociedades científicas
- Academia Brasileira de Ciências
- Sociedade Brasileira de Geologia, sócio fundador.
- Conselheiro do Conselho Nacional de Pesquisa.
- Membro da Geological Society of America.
- Sociedade  Geológica da Suécia, membro honorário(1953-1977).

## Prêmios e homenagens
- Medalha de Ouro "José Bonifácio de Andrada e Silva,  1958 da Sociedade Brasileira de Geologia
- Auditório Othon Henry Leonardos, do Instituto de Geociências, situado no Campus da Universidade Federal do Rio de Janeiro (UFRJ),  na Ilha do Fundão.

## Trabalhos selecionados
- Leonardos, Othon Henry (Senior). 1957. Problema brasileiro do manganês. Revista Engenharia Mineração e Metalurgia, Rio de Janeiro, no.155, p. 271-276.
- Leonardos, Othon Henry (Senior). 1970. Geociências no Brasil: a contribuição britânica. Rio de Janeiro, 343p.
- Leonardos, Othon Henry (Senior). 1973. Geociências no Brasil: a contribuição germânica. Rio de Janeiro, 345p.
- Leonardos, Othon Henry (Senior). 1938. Concheiros Naturais e Sambaquis
- Leinz, Viktor e Leonardos, Othon Henry. 1977.Glossário geológico com a correspondente terminalogia em inglês, alemão, frances. 2 ed. São Paulo: 1977. 236p. ((Iniciacao cientifica:33))
- Oliveira, Avelino Ignacio de,; Leonardos, Othon Henry. 1940. Geologia do Brasil. Rio de Janeiro: 1940. 472p.
- Oliveira, Avelino Ignacio De; Leonardos, Othon Henry, 1943. Geologia do Brasil. 2. ed. refundida e atualizada. Rio de Janeiro: Serviço de Informação Agrícola, 1943. 813p.
- Oliveira, Avelino Inacio de; Leonardos, Othon Henry. Geologia do Brasil. 3. ed. Mossoro: ESAM, 1978. 813p. 
  - Schwartzman,Simon,1991. Formação da Comunidade Científica Brasileira.pdf